# 앙젤 (가수)
앙젤(프랑스어: Angèle, 1995년 12월 3일 ~ )은 벨기에의 싱어송라이터이다. 2018년 프랑스와 벨기에 대중 음악계에서 가장 주목을 받은 신인가수 중 한 명이다.
2018년, 오빠 로메오 엘비스와 함께 작업한 싱글 "Tout oublier"가 벨기에, 프랑스 음악 차트 1위에 올랐으며, 데뷔 앨범 Brol 역시 벨기에, 프랑스 앨범 차트 1위를 기록했다. 2019 칸 영화제 개막식에서 영화 《5시부터 7시까지의 클레오》 주제곡 "Sans Toi"를 부르며 아녜스 바르다 감독의 추모 공연을 선보였다.

## 음반 목록
- Brol (2018)
- Nonante-Cinq (2021)

## 출연 작품
- 앙젤 (2021)